# Glidden (Texas)
Pour les articles homonymes, voir Glidden.
Glidden est une census-designated place située dans le comté de Colorado, dans l’État du Texas, aux États-Unis. Sa population s’élevait à 661 habitants lors du recensement de 2010.